# 388 f.Kr.
| 388 f.Kr.          |
| ------------------ |
| Dødsfald - Fødsler |
|                    |

## Teater
- Plutos af Aristofanes opsættes for første gang.